# Liste des paroisses civiles du Dorset

Localisation du comté de Dorset en Angleterre.

Voici la liste des paroisses civiles du comté cérémoniel du Dorset, en Angleterre. Le comté n'est pas entièrement découpé en paroisses.

## Liste des paroisses civiles par district

### Autorité unitaire de Bournemouth
L'ancien borough municipal de Bournemouth n'est pas découpé en paroisses, à l'exception de :
- Holdenhurst

### District de Christchurch
L'ancien borough municipal de Christchurch n'est pas découpé en paroisses. Ce district comprend deux paroisses :
- Burton
- Hurn

### District de l'East Dorset

Carte du district de l'East Dorset.

Ce district est entièrement découpé en paroisses.
- Alderholt
- Chalbury
- Colehill
- Corfe Mullen
- Cranborne
- Edmondsham
- Ferndown Town (ville)
- Gussage All Saints
- Gussage St. Michael
- Hinton Martell
- Hinton Parva
- Holt
- Horton
- Long Crichel
- Moor Crichel
- Pamphill
- Pentridge
- St Leonards and St Ives
- Shapwick
- Sixpenny Handley
- Sturminster Marshall
- Verwood (ville)
- West Moors
- West Parley
- Wimborne Minster (ville)
- Wimborne St Giles
- Witchampton
- Woodlands

### District du North Dorset

Carte du district du North Dorset.

Ce district est entièrement découpé en paroisses.
- Anderson
- Ashmore
- Blandford Forum (ville)
- Blandford St. Mary
- Bourton
- Bryanston
- Buckhorn Weston
- Cann
- Charlton Marshall
- Chettle
- Child Okeford
- Compton Abbas
- Durweston
- East Orchard
- East Stour
- Farnham
- Fifehead Magdalen
- Fifehead Neville
- Fontmell Magna
- Gillingham (ville)
- Glanvilles Wootton
- Hammoon
- Hanford
- Hazelbury Bryan
- Hilton
- Hinton St. Mary
- Ibberton
- Iwerne Courtney
- Iwerne Minster
- Iwerne Stepleton
- Kington Magna
- Langton Long Blandford
- Lydlinch
- Manston
- Mappowder
- Margaret Marsh
- Marnhull
- Melbury Abbas
- Milborne St. Andrew
- Milton Abbas
- Motcombe
- Okeford Fitzpaine
- Pimperne
- Pulham
- Shaftesbury (ville)
- Shillingstone
- Silton (en)
- Spetisbury
- Stalbridge (ville)
- Stoke Wake
- Stour Provost
- Stourpaine
- Stourton Caundle
- Sturminster Newton (ville)
- Sutton Waldron
- Tarrant Crawford
- Tarrant Gunville
- Tarrant Hinton
- Tarrant Keyneston
- Tarrant Launceston
- Tarrant Monkton
- Tarrant Rawston
- Tarrant Rushton
- Todber
- Turnworth
- West Orchard
- West Stour
- Winterborne Clenston
- Winterborne Houghton
- Winterborne Kingston
- Winterborne Stickland
- Winterborne Whitechurch
- Winterborne Zelston
- Woolland

### Autorité unitaire de Poole
L'ancien borough municipal de Poole n'est pas découpé en paroisses.

### District de Purbeck

Carte du district de Purbeck.

Ce district est entièrement découpé en paroisses.
- Affpuddle
- Arne
- Bere Regis
- Bloxworth
- Chaldon Herring
- Church Knowle
- Coombe Keynes
- Corfe Castle
- East Holme
- East Lulworth
- East Stoke
- Kimmeridge
- Langton Matravers
- Lytchett Matravers
- Lytchett Minster and Upton
- Morden
- Moreton
- Steeple with Tyneham
- Studland
- Swanage (ville)
- Turners Puddle
- Wareham St. Martin
- Wareham Town (ville)
- West Lulworth
- Winfrith Newburgh
- Wool
- Worth Matravers

### District du West Dorset

Carte du district du West Dorset.

Ce district est entièrement découpé en paroisses.
- Abbotsbury
- Allington
- Alton Pancras
- Askerswell
- Athelhampton
- Batcombe
- Beaminster (ville)
- Beer Hackett
- Bettiscombe
- Bincombe
- Bishop's Caundle
- Bothenhampton
- Bradford Abbas
- Bradford Peverell
- Bradpole
- Bridport (ville)
- Broadmayne
- Broadwindsor
- Buckland Newton
- Burleston
- Burstock
- Burton Bradstock
- Castleton
- Catherston Leweston
- Cattistock
- Caundle Marsh
- Cerne Abbas
- Charminster
- Charmouth
- Chedington
- Cheselbourne
- Chetnole
- Chickerell (ville)
- Chideock
- Chilcombe
- Chilfrome
- Clifton Maybank
- Compton Valence
- Corscombe
- Crossways
- Dewlish
- Dorchester (ville)
- East Chelborough
- Evershot
- Fleet
- Folke
- Frampton
- Frome St. Quintin
- Frome Vauchurch
- Goathill
- Godmanstone
- Halstock
- Haydon
- Hermitage
- Hilfield
- Holnest
- Holwell
- Hooke
- Kingston Russell
- Langton Herring
- Leigh
- Leweston
- Lillington
- Littlebredy
- Litton Cheney
- Loders
- Long Bredy
- Longburton
- Lyme Regis (ville)
- Maiden Newton
- Mapperton
- Marshwood
- Melbury Bubb
- Melbury Osmond
- Melbury Sampford
- Melcombe Horsey
- Minterne Magna
- Mosterton
- Nether Cerne
- Nether Compton
- Netherbury
- North Poorton
- North Wootton
- Oborne
- Osmington
- Over Compton
- Owermoigne
- Piddlehinton
- Piddletrenthide
- Pilsdon
- Portesham
- Powerstock
- Poxwell
- Poyntington
- Puddletown
- Puncknowle
- Purse Caundle
- Rampisham
- Ryme Intrinseca
- Sandford Orcas
- Seaborough
- Sherborne (ville)
- Shipton Gorge
- South Perrott
- Stanton St. Gabriel
- Stinsford
- Stockwood
- Stoke Abbott
- Stratton
- Swyre
- Sydling St Nicholas
- Symondsbury
- Thorncombe
- Thornford
- Tincleton
- Toller Fratrum
- Toller Porcorum
- Tolpuddle
- Trent
- Up Cerne
- Warmwell
- West Chelborough
- West Compton
- West Knighton
- West Stafford
- Whitcombe
- Whitchurch Canonicorum
- Winterborne Came
- Winterborne Herringston
- Winterborne Monkton
- Winterborne St. Martin
- Winterbourne Abbas
- Winterbourne Steepleton
- Woodsford
- Wootton Fitzpaine
- Wraxall
- Wynford Eagle
- Yetminster

### District de Weymouth and Portland
L'ancien borough municipal de Weymouth and Melcombe Regis n'est pas découpé en paroisses. Ce district ne comprend qu'une seule paroisse :
- Portland (ville)